# De tandeloze tijd
De tandeloze tijd is een romancyclus van de Nederlandse schrijver A.F.Th. van der Heijden. Het thema van de cyclus is het 'leven in de breedte'; het vertragen van de tijd door het moment te verbreden in de herinnering, en zo de doorknagende tijd haar tanden uit te trekken. Latere delen richten zich daarnaast op romantische driehoeksverhoudingen en bijkomende gevoelens van jaloezie en minnenijd. Het werk vertoont invloed van de cyclus "À la recherche du temps perdu" ("Op zoek naar de verloren tijd") van de Franse schrijver Marcel Proust (1871-1922). Oorspronkelijk was het de bedoeling van de schrijver om een zelfstandige roman te schrijven onder het pseudoniem Albert Egberts (als tegenhanger van zijn andere pseudoniem Patrizio Canaponi), genaamd Scharen, maar deze werd eerst uitgebouwd tot een trilogie en later tot een veel groter aantal delen.
Hoofdpersoon van De tandeloze tijd is Albert Egberts. De cyclus beschrijft zijn jeugd in Geldrop, zijn studententijd in Nijmegen, en zijn leven daarna in Amsterdam. eerst als heroïneverslaafde en later als ex-verslaafde en succesvol toneelschrijver. Het verhaal wordt vanwege het concept van het leven in de breedte niet chronologisch verteld, in plaats daarvan staat in elk deel een periode in zijn leven centraal. Vooral de latere delen zijn eerder thematisch dan chronologisch aan elkaar verbonden. Advocaat van de Hanen, Kwaadschiks, en Stemvorken worden niet vanuit het perspectief van Albert Egberts verteld, in plaats daarvan richten deze delen zich op respectievelijk mr. Ernst Quispel, Quispels cliënt Nico Dorlas, en Alberts vrouw, Zwanet Vrauwdeunt. Albert zelf is in deze delen slechts een bijfiguur. 
Van der Heijden verweeft regelmatig gebeurtenissen die in de werkelijkheid hebben plaatsgevonden tot aparte verhaallijnen in de romans. Zo is de dood van kraker Kiliaan Noppen in Advocaat van de hanen gebaseerd op die van Hans Kok, en is in Het hof van barmhartigheid en Onder het plaveisel het moeras het verhaal van Hennie A. uit Lummel gebaseerd op de rechtszaken tegen Annie E. uit Bemmel in 1965 en 1974. Het verhaal van Kwaadschiks is gebaseerd op de moord op een politieagente in Amstelveen in 2008. In Stemvorken wordt verwezen naar de Slag bij Beverwijk, een gevecht tussen Ajax- en Feyenoord-hooligans dat plaatsvond op 23 maart 1997, en wordt er gesproken over een fictioneel vervolg op dit gevecht. Ook zijn de verhalen van Albert Egberts voor een groot deel gebaseerd op het echte leven van Van der Heijden, die zelf ook uit Geldrop komt, in Nijmegen gestudeerd heeft en in Amsterdam een succesvolle schrijver is geworden. Zo komt het verhaal van de 'sneeuwnacht in september', waarin Albert na een nacht uit heroïne aangeboden wordt door een Turkse man in een kroeg, bijna geheel overeen met wat Van der Heijden zelf had meegemaakt tijdens een nacht uit in september 1977 (Van der Heijden sloeg dit aanbod af, terwijl Albert hier uiteindelijk op ingaat).

## Verhaal
In de proloog De slag om de Blauwbrug wordt Albert Egberts geïntroduceerd als een Amsterdamse heroïneverslaafde die aan de vooravond van de kroning van Koningin Beatrix op 30 april 1980 (wat ook Alberts dertigste verjaardag is) pogingen doet om in auto's in te breken en de radio's en andere waardevolle spullen eruit te stelen. Op Koninginnedag zelf raakt hij betrokken bij de Kroningsoproer, maar durft hij niet de confrontatie aan te gaan met een politiehelikopter en weet hij te vluchten. Drie maanden later geeft hij aan afgekickt te zijn, omdat hij erachter is gekomen dat zijn heroïne in Azië landsgrenzen wordt overgesmokkeld doordat het verstopt wordt in de lijken van dode baby's. Toch heeft hij het gevoel dat zijn leven tot stilstand is gekomen en dat zijn verleden en toekomst samen zijn gekomen in het heden, als de messen van een gesloten schaar.
Albert legt de directe aanleiding voor zijn verval bij het einde van zijn studententijd in Nijmegen, vier jaar eerder in 1976. Hij woonde daar met zijn jeugdvriend Theo 'Thjum' Schwantje in een groot huis van diens vader, maar ze worden er uitgezet vanwege klachten over geluidsoverlast en hedonistische feesten. Albert wijkt uit naar zijn ouderlijk huis om zich voor te bereiden op zijn kandidaatsexamen zodat hij eindelijk zijn studie af kan ronden (Vallende ouders). Albert beschrijft vervolgens zijn leven van zijn geboorte en jeugd in een Brabants arbeidersgezin tot het begin van zijn studententijd in Nijmegen in 1972. Albert vermoedt dat hij door zijn angst voor zijn alcoholistische en gewelddadige vader tijdens zijn adolescentie impotent is geworden. Ook raakt hij ervan overtuigd dat zijn oom Egbert zijn echte vader is, en ook die van Thjums halfzus Milli Händel. Om van zijn impotentie te genezen probeert hij seks te hebben met haar, maar dit lukt hem ook niet. Uiteindelijk wordt Albert ontmaagd door zijn studievriendin Marike de Swart. Uit zijn instabiele verhouding met haar blijkt volgens hem echter dat hij in feite nog steeds impotent is en altijd zal blijven. Dit omdat Albert volgens zichzelf laf en besluiteloos is (Vallende ouders en De gevarendriehoek).
Om in 1976 zijn leven weer in een stroomversnelling te brengen, besluit Albert na het einde van zijn studie naar Amsterdam te verhuizen, waar Thjum dan inmiddels al woont en een relatie is begonnen met Felix 'Flix' Boezaardt, een andere jeugdvriend van Albert. Albert schrijft daar een reeks verhalen voor Patrick Gossaert, die ze later onder de naam Patrizio Canaponi publiceert, en smokkelt baby's vanuit Italië naar Nederland voor stellen die illegaal kinderen willen adopteren. Ook leert hij de studente Zwanet Vrauwdeunt kennen, waarmee hij een relatie begint. Dit alles komt tot een einde wanneer hij in september 1977 tijdens een nacht uit (die Albert zijn 'sneeuwnacht in september' noemt) een pooier leert kennen die hem cocaïne aanbiedt. Tegen het einde van de nacht wordt hij naar huis gebracht door een Turkse taxichauffeur, die Alberts toespelingen op zijn cocaïnegebruik verkeerd begrijpt en hem aanbiedt om hem heroïne te leveren. Albert gaat uiteindelijk op dit voorstel in en raakt al snel verslaafd. Diezelfde nacht wordt Zwanet verkracht in een park omdat Albert zijn belofte om die avond met haar af te spreken en mee naar huis te fietsen niet nakomt. Ze wijkt uit naar hun gezamenlijke vriend mr. Ernst Quispel, die haar min of meer ook verkracht. Over de drie jaar die hierop volgen komt Alberts leven weer nagenoeg tot stilstand. Hij is enkel nog bezig met heroïne en weet niet te voorkomen dat Thjum per ongeluk door Flix gedood wordt in een kunstexperiment. Nadat Albert door de gebeurtenissen uit de proloog afkickt, komt hij tot de realisatie dat hij zichzelf te veel vrijheid heeft geboden en wil zijn leven rechtzetten in gevangenschap. Om dit te bewerkstelligen probeert Albert een neonazi te vermoorden, die hij alleen weet te verwonden (Het hof van barmhartigheid en Onder het plaveisel het moeras).
Vijf jaar later, in 1985, blijkt Albert in de gevangenis een toneelstuk te hebben geschreven. Hierdoor is hij een bekend toneelschrijver geworden. Zwanet is intussen getrouwd met Ernst, maar hij vervalt een of twee keer per jaar in een alcoholische manie met slechte gevolgen voor zijn carrière en zijn huwelijk. Ernst raakt tijdens een van zijn manische episodes betrokken bij de dood van een kraker, die opgepakt wordt tijdens de ontruiming van het antikraakpand waar Ernst en Albert werkruimtes in hebben. Omdat Ernst bij de ontruiming onder een valse naam opgepakt is, weigert hij als getuige op te treden. Ondertussen wordt hij als advocaat ingehuurd door de ouders van de overleden kraker. Hij wordt gedwongen om zijn dubbelrol bekend te maken doordat de andere krakers zijn gezin onder druk zetten. Hij wordt hierdoor geschrapt van het tableau, wat betekent dat hij niet meer als advocaat werkzaam mag zijn. Zwanet is weer in contact gekomen met Albert en een affaire met hem begonnen. Ernst staat ten einde raad toe dat Albert weer een relatie met Zwanet begint, aangezien zijn eigen verhouding met Zwanet is ontstaan uit een ernstig misverstand (Advocaat van de hanen). Twintig jaar daarna kijkt Albert nog eens terug op zijn leven, na het overlijden van zijn tante Tiny. Albert vervlecht de ongelukkige jeugd van zijn iets oudere tante met zijn eigen jeugd, waarin hij veel aanzien voor haar heeft. Op latere leeftijd terroriseert Tiny haar kant van de familie, ook wanneer Alberts moeder aan de ziekte van Parkinson lijdt. Pas vlak voor zijn moeders dood komt Albert erachter dat Tiny zo'n slecht karakter had gekregen nadat ze als tiener was verkracht door een vriend van de familie, waardoor ze vervolgens zwanger van hem werd en in het geheim een mislukte abortus onderging. Daar kreeg ze van haar ouders zelf de schuld voor, zij hebben haar daarna ook slecht en erg wantrouwig behandeld (De helleveeg). Ernst mag ondertussen weer het beroep van advocaat uitoefenen en is zelfs bekend van tv. Hij vertegenwoordigt de psychopathische reclameman Nico Dorlas, voor wie hij een persoonlijke interesse heeft, die uit jaloezie zijn weggelopen vriendin probeerde te vermoorden maar in plaats daarvan een ander slachtoffer maakte, wiens identiteit aanvankelijk onbekend is (Kwaadschiks).
In de zomer van 1997 staat Alberts eigen huwelijk met Zwanet op springen. In 1975 heeft hij, in een poging om van zijn jaloerse gedachten rondom Marike af te komen, trioseks gehad met haar en zijn jeugdvriend en eeuwige rivaal Hans Krop (Kastanje a/d Zee). Dit mislukte, en Hans begon later een relatie met een andere ex-vriendin van Albert, Corinne Suwijn. Albert blijkt een levenslange obsessie te hebben met trioseks en stelt regelmatig zijn (voormalige) geliefden aan elkaar voor, om vervolgens te kunnen zien hoe zij op elkaar reageren. Zwanet en Corinne hebben dit al gauw in de gaten en dwarsbomen zijn pogingen. In plaats daarvan ontdekken zij gevoelens voor elkaar te hebben en beginnen ze een affaire met elkaar, waarbij Albert alleen kan toekijken. Zwanet raakt via haar werk bij de Ongediertebestrijding betrokken bij de vondst van een aan een natuurlijke dood overleden man, wiens identiteit geheel onbekend is, en een vrouw die aan wanen lijdt en zich voordoet alsof ze een tijger is, Pijkel Niggebrugge. Zij schijnt een kennis te zijn van Corinnes schoonzoon, Ajax-hooligan Tibbolt Satink, die weinig over de situatie kwijt wil aangezien hij bezig is om te verdwijnen en naar eigen zeggen een geheel ander persoon te worden, onder de naam Movo. Als Tibbolt verdwijnt lijkt het onmogelijk de vrouw nog te kunnen helpen, en daarmee de identiteit van de kraker vast te kunnen stellen, totdat Zwanet en Corinne hem in Rotterdam aantreffen, waar hij in het kader van zijn transformatie de leider van de Feyenoord-hooligans is geworden. Movo besluit Zwanet en Corinne eenmalig te helpen door seks te hebben met Pijkel, die positief op hem reageert maar zichzelf nog steeds een tijger waant (Stemvorken).

## Delen
De tandeloze tijd bestaat tot nu toe uit de volgende delen:
- De slag om de Blauwbrug (proloog, 1983)
- Vallende ouders (deel 1, 1983)
- De gevarendriehoek (deel 2, 1985)
- Weerborstels (intermezzo, 1992) - oorspronkelijk uitgegeven als boekenweekgeschenk.
- Het hof van barmhartigheid (deel 3, eerste boek, 1996)
- Onder het plaveisel het moeras (deel 3, tweede boek, 1996)
- Advocaat van de hanen (deel 4, 1990) - verfilmd in 1996.
- De helleveeg (deel 5, 2013) - verfilmd in 2016.
- Kwaadschiks (deel 6, 2016)
- Kastanje a/d Zee (deel 7, 2024) - oorspronkelijk uitgegeven in 2016 als bibliofiele editie met een exclusieve oplage van 125 exemplaren.[7][8]
- Stemvorken (deel 8, 2021)[9]
- Stultifera Navis (deel 10, 2021) - vooralsnog alleen uitgegeven als bibliofiele editie met een exclusieve oplage van 125 exemplaren.[10][11]
- Zogkoorts (deel 13, 2023) - uitgegeven in eigen beheer.[12][13]

In het verleden zijn er ook verschillende delen aangekondigd onder de titels Da Vinci op de Veluwe, Verliefd tegen en Averij. Dit zijn vooral werktitels geweest en deze delen zullen hoogstwaarschijnlijk niet meer uitkomen. Ook heeft Van der Heijden eens aangegeven een epiloog aan de cyclus te willen toevoegen over de moord in 2005 op de Nijmeegse kraker Louis Sévèke met als werktitel De oprotpremie. Volgens de eerste druk van Stemvorken waren anno 2021 werken met de titels Nijdas Minnenijd (deel 9), Het Narrenschip (deel 10), Venus van Mierlo (deel 11), De IJzeren Man (deel 12) en De grafdelver of Schwantje's Fijne Vleeschwaren (deel 13) in voorbereiding.
In Stemvorken komen onder andere de personages Tibbolt 'Movo' Satink, Zora Witlox en dr. Julius Patist voor, die een belangrijke rol spelen in Van der Heijdens andere romancyclus, Homo duplex. De beide cycli zijn hierdoor met elkaar verbonden. In zijn verantwoording bij Stemvorken schrijft Van der Heijden dat hij niet uitsluit dat in nog te verschijnen delen van zowel De tandeloze tijd als Homo duplex personages op deze manier zullen worden uitgewisseld. Ook schrijft hij dat het zelfs zou kunnen dat beide cycli op den duur in elkaar op zullen gaan.

## Verwante boeken en verhalen
Door Van der Heijden zijn verschillende voorstudies voor delen van De tandeloze tijd als losse verhalen gepubliceerd. In 1992 werd het verhaal Schwantje's Fijne Vleeschwaren uitgegeven als bibliofiel gepubliceerd fragment. Dit fragment zal naar verwachting deel uitmaken van de volwaardige roman De grafdelver of Schwantje's Fijne Vleeschwaren. Het fragment is in 2019 opnieuw uitgegeven voor Bookstore Day, met een oplage van 1000 exemplaren. In 2020 werd het verhaal Ik zou van de hoge, ik zou in het diepe uitgegeven met een exclusieve oplage van 750 exemplaren, waarvan de opbrengst naar het A.F.Th. van der Heijden Huis gaat. Dit fragment zal naar verwachting een onderdeel zijn van De IJzeren Man.
De verhalen Het Byzantijnse kruis, Adagio, en De magneetvrouw verschenen in de bundel Gentse Lente (2008). In deze bundel staat ook het verhaal Schwantje's Fijne Vleeschwaren, dat alleen op een klein onderdeel verwant is aan het fragment dat in 1992 verscheen.
In 2009 verscheen daarnaast Doodverf, een 'herschrijving' van de verhaallijn over de Gipsmoord uit deel 3 van de De tandeloze tijd tot een zelfstandige roman.